# Катерина Вюртемберзька (1783—1835)
Фредеріка Катерина Софія Доротея Вюртемберзька (нім. Friederike Katharina Sophie Dorothea von Württemberg), також знана як Катерина Вестфальська (нім. Katharina von Westphalen), 21 листопада 1783 — 29 листопада 1835) — єдина королева-консорт Вестфалії, уроджена  принцеса з Вюртемберзького дому, донька короля Вюртембергу Фрідріха I та принцеси Брауншвейг-Вольфенбюттельської Августи Кароліни, друга дружина короля Вестфалії Жерома Бонапарта.
Після 1817 року мешкала із чоловіком у вигнанні, переважно у Австрії, Італії та Швейцарії.

## Біографія

### Ранні роки
Народилась 21 листопада 1783 року у Санкт-Петербурзі, під час відвідин батьками її тітки Софії Доротеї, дружини цесаревича Павла. Була другою дитиною та старшою донькою в родині спадкоємного принца Вюртембергу Фрідріха та його першої дружини Августи Кароліни Брауншвейг-Вольфенбюттельської. Мала старшого брата Вільгельма та молодшого — Пауля. Менша сестра Софія померла немовлям.
Шлюб батьків був нещасливим. 1786 року Августа звернулася до імператриці Катерини II з проханням надати їй притулок. Правителька його задовольнила, й узяла принцесу під свій захист. Фрідріха, який від 1783 року обіймав посаду генерал-губернатора Фінляндії, вона вислала з дітьми з території Росії. Матір надалі мешкала у замку Лоде в Естляндії і померла за загадкових обставин у вересні 1788 року, до офіційного розлучення. 

Дітей виховувала бабуся Фредеріка у Монбельярі. Ім'я Августи при вюртемберзькому дворі було заборонено. Катерина згодом не згадувала про матір ані у своєму щоденнику, ані у листуванні з батьком, але завжди відгукувалася з теплом про бабусю. Принцеса провела з нею десять років і отримала чудову освіту. У 1795 році її дідусь Фрідріх II Ойген став герцогом Вюртембергу, і родина переїхала до Штутгарту. 

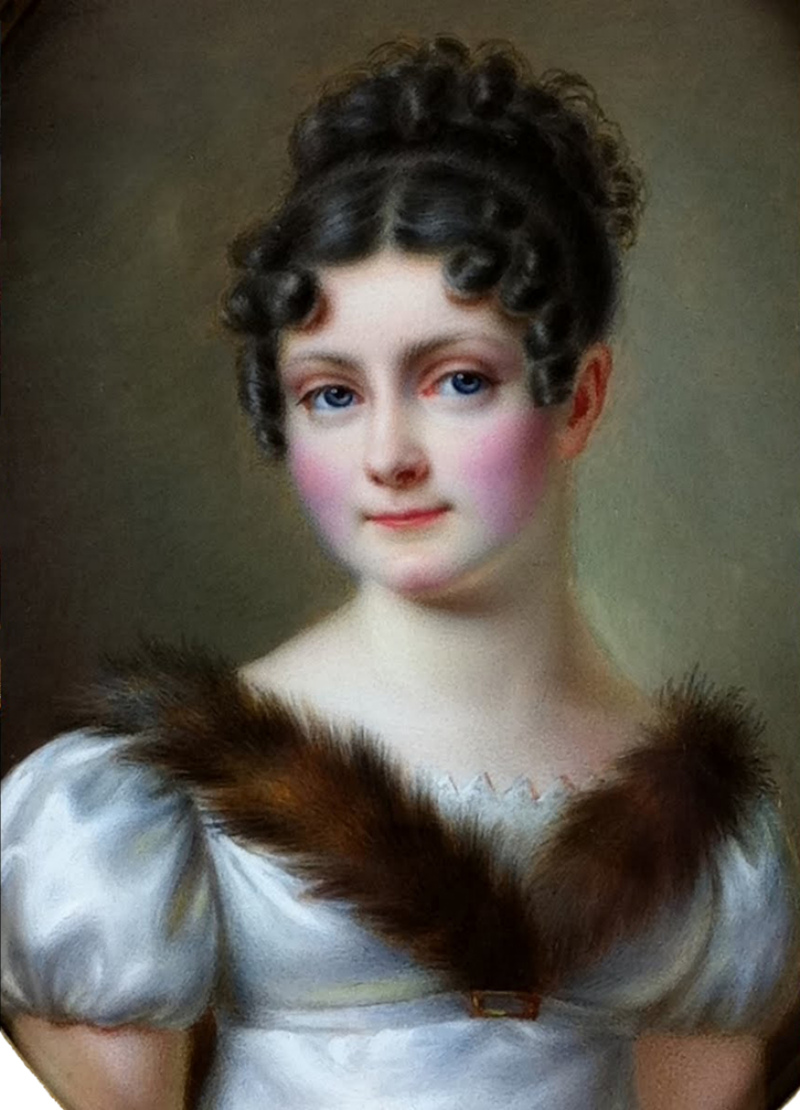
Портрет пензля невідомого майстра

Батько у травні 1797 року оженився вдруге з британською принцесою Шарлоттою, а у грудні того ж року — успадкував вюртемберзький трон. Катерина добре ладнала із мачухою, яка взялася опікуватися дітьми. 1800 року родина була змушена втекти до Відня від наступу французьких військ. Згодом Фрідріх підтримав Наполеона і отримав від нього змогу реорганізувати у 1805 році свої землі у королівство, захопивши нові території. Однією з умов було одруження Катерини із молодшим братом Бонапарта.
Перед цим два шлюбні проєкти принцеси були скасовані. Сама дівчина воліла стати настоятелькою жіночого монастиря. Батьківській волі підкорилася неохоче, оскільки зверхньо ставилася до простого походження нареченого. Втім, після їхньої особистої зустрічі, змінила своє ставлення, бо юнак їй дуже сподобався. Жером же повідомив брату Люсьєну, що принцеса «досить гарненька і, здається, в неї дуже добрий характер».
Письменник Моріц фон Кайзенберг так змальовував зовнішність Жерома: «Граційний, худорлявий юнак із темним волоссям і чорними очима. У його зовнішності є щось міцне, кістка вилиці виступає, а зухвалість юності проступає під декількома легкими зморшками, що вже утворилися біля очей. Підборіддя та сильна шия нагадують його брата, на якого він не схожий в іншому».
Шлюб був призначений на осінь 1806 року, однак відклався, бо вибухнула Четверта коаліційна війна, і Жером супроводжував брата-імператора у його кампанії до Пруссії.

### Королева-консорт Вестфалії

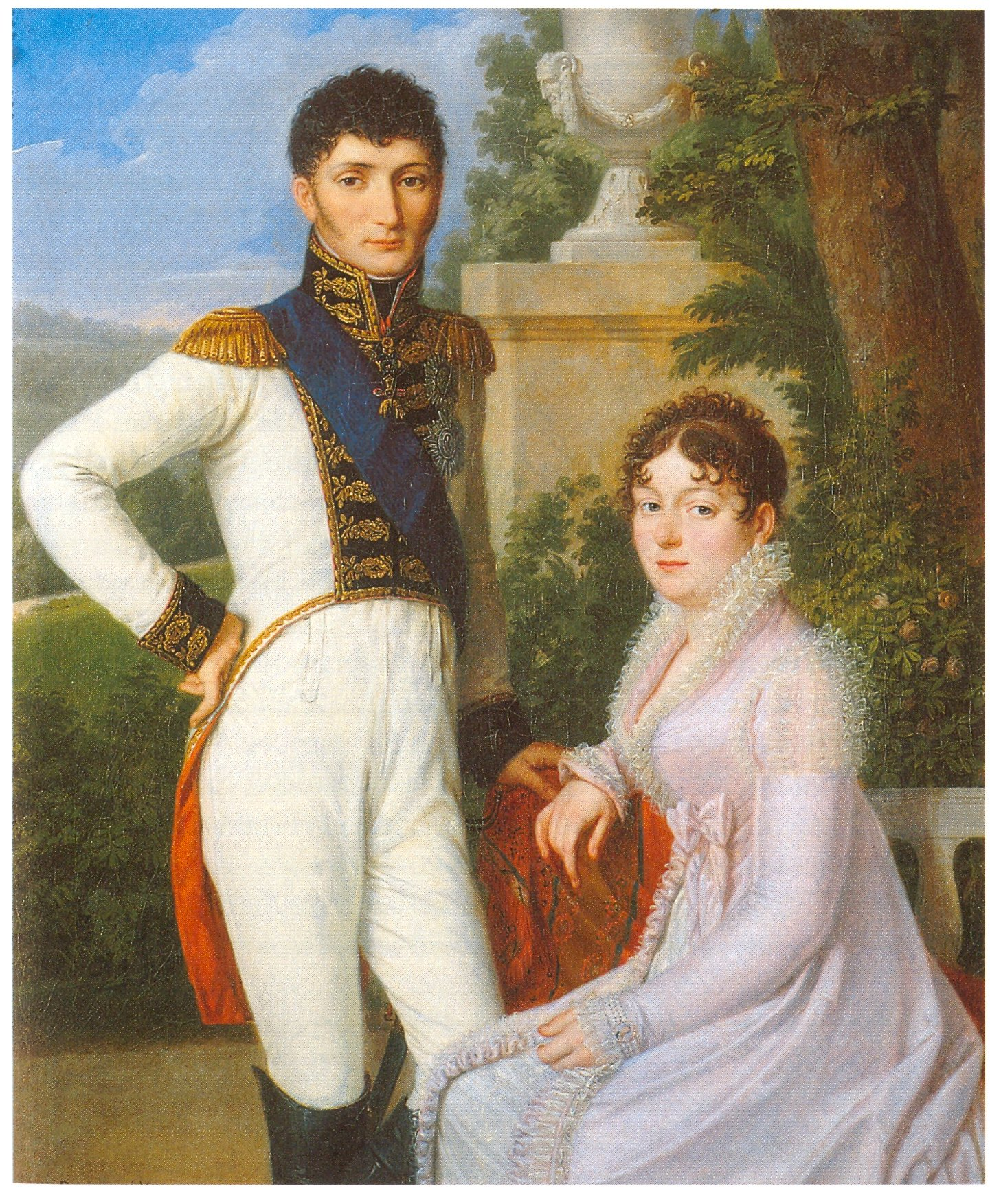
Подружжя на портреті С. Вейґандта, 1810

У 24 роки принцеса стала дружиною 22-річного Жерома Бонапарта. Шлюб за довіреністю уклали 12 серпня 1807 року у Штутгарті. Особистий — 22 серпня у палаці Тюїльрі. Вінчання пройшло у Парижі 23 серпня. На церемонії були присутніми імператор Наполеон I та імператриця Жозефіна. Весілля стало гламурною світською подією столиці. З приводу укладення шлюбу була викарбувана пам'ятна медаль. Для Жерома це був другий шлюб, перший, з американкою Елізабет Паттерсон, від якої він мав сина, анулювали за велінням Наполеона. Попри політичні передумови союзу, пара зблизилася і мала щасливе подружнє життя. Хоча Жером заводив численних коханок і навіть мав тривалі романи, Катерина закривала на це очі. Вона була дуже прив'язана до чоловіка та ласкаво кликала його «Фіфі».
Для брата імператор 16 серпня створив Вестфальське королівство, залежне від Франції. Землі нової держави простиралися між Рейном та Ельбою, столицею було місто Кассель. Молодята вирушили до своїх володінь 23 листопада. Після напруженої подорожі поганими дорогами вони досягли Вайсенштайна 7 грудня, але за три дні покинули замок через холоднечу. Оселилися у Кассельському міському палаці, який Катерина назвала жахливою старою сторожовою вежею.
Молоде королівське подружжя прибуло до нової батьківщини з найкращими намірами, Вестфалія мала стати зразковою державою, населення спочатку було налаштоване доброзичливо. Але, хоча Жером запровадив у країні кодекс Наполеона, скасував кріпосне право, визнав євреїв рівноправними громадянами тощо, загалом він мало цікавився державними справами, натомість віддаючи перевагу публічному інсценуванню своєї королівської гідності, тривалим церемоніям та пишним святкуванням. Між іншим, він замовив величезні державні портрети себе та дружини. Людвіг ван Бетховен отримав запрошення стати придворним капельмайстром. Оскільки місцеві палаци перебували у розграбованому стані, пара одразу почала робити замовлення на якісні меблі та коштовне столове срібло у провідних паризьких виробників. Місцеві ремісники, які прагли отримати роботу, мали орієнтуватися на французькі моделі.
Дорогі звички Жерома здобули йому зневагу Наполеона. Вестфальський двір ніс витрати, зіставні з імператорським двором, і Бонапарт, зрештою, відмовився фінансово підтримувати брата. Державний борг Вестфалії у 1809 році перевищував 112 000 000 талерів.

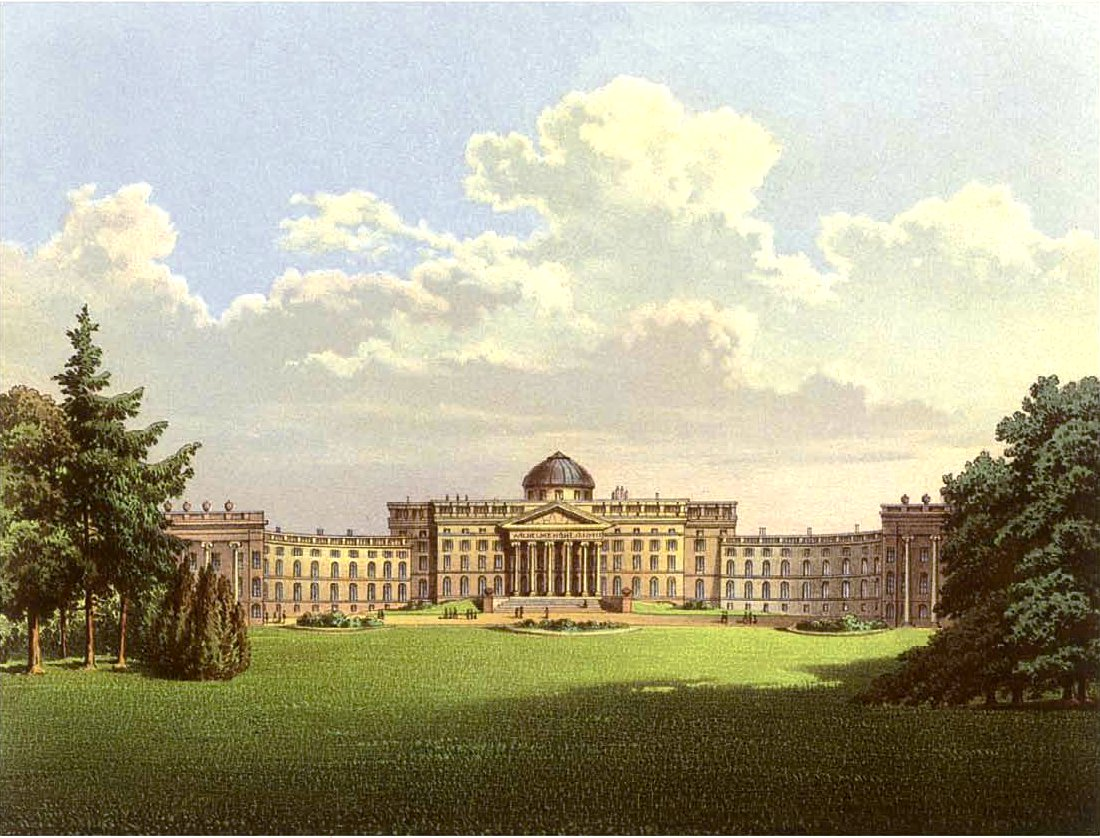
Палац на пагорбі Наполеона

Жером під час свого правління отримав прізвисько Веселий король (нім. König Lustig), в той час як Катерину називали Вестфальською індичкою. Жінка звикла до екстравагантного способу життя при дворі, замовляла гардероб у Парижі, а її зачіска відповідала останнім модам. Втім, королеву хвилювало зростаюче ожиріння, яке вона успадкувала від батька. Із надмірною вагою намагалася боротися за допомогою верхової їзди і танців. Також дуже переймалася, що не може завагітніти.
У 1808 році відвідала Бад-Лібенцелль у Вюртемберзі для лікування термальними водами. Звістка про її приїзд сприяла тому, що уряд королівства провів часткове оновлення курорту.
Віддавала перевагу замку Вільгельмсталь, який, на її честь, від 1807 року називався Катаріненталь. Його будівля була оточена ландшафтним садом. Вела усамітнене життя у своїх покоях, де займалася письмом, читанням і музикою. Вела щоденник у період від зими 1810/1811 до 1816 року, коли помер її батько. Отримана освіта зблизила її з другою дружиною Наполеона, Марією Луїзою, яка відчувала себе загубленою при французькому дворі.
24 листопада 1811 року у Кассельському палаці трапилася велика пожежа, третина будівлі була знищена. Подружжя чудом вціліло. Після цього переїхали до палацу Бельвю у Касселі. Тимчасовою резиденцією був також Палац на пагорбі Вільгельма, який в той час йменувався Палац на пагорбі Наполеона (нім. Napoléonshöhe). Інтер'єри замку були перероблені у стилі ампір.

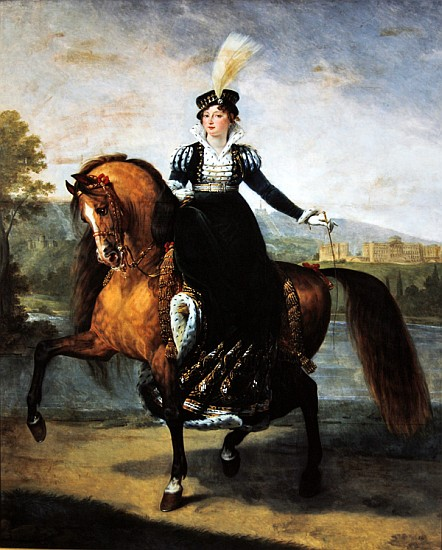
Портрет пензля Антуана-Жана Гро, 1808

Загалом королева залишалася поза політикою, однак Жером обговорював з нею усі важливі рішення. Іноді вона супроводжувала його в інспекційних поїздках королівством. 1812 року, коли чоловік брав участь у російській кампанії, здійснювала регентство в країні, яке було добросовісним та передбачливим. На з'їзді князів у Дрездені особисто вела переговори з імператором щодо зменшення тягара на державу.
Після поразки в Росії зимою 1813 року, Жером звернувся до Наполеона з проханням дозволити Катерині вирушити до Парижа, побоюючись наступу союзних армій. З другої спроби Наполеон дав дозвіл. У березні королева назавжди залишила Вестфалію. Її чоловік ненадовго повернувся до армії, але після Лейпцизької битви, він 26 жовтня виїхав з Касселя та вирушив до Франції, забираючи дорогою всі коштовності з королівських замків. Ще за два дні до Касселю увійшли російські війська, і держава остаточно перестала існувати. В Комп'єні подружжя зустрілося після восьмимісячної розлуки. У січні королева радісно повідомила батька про свою вагітність.
Під час війни Катерина разом із дружиною маршала Бернадота переховувалися у Жюлі Кларі в її замку у Мортефонтені, а коли союзні війська взяли Париж — ховалися у місцевому будинку Дезіре Кларі.
У березні 1814 року подружжю довелося розлучитися, оскільки Жером супроводжував Марію Луїзу в Блуа, а Катерина виїхала до батьківських володінь. Коли жінка залишала Париж, по дорозі до Фонтенбло, її пограбувала озброєна банда, якою командував колишній шуан, маркіз де Мобрей. Королева втратила свої діаманти, гроші та цінні речі. Після цього Катерина звернулася до імператора Олександра I, тодішнього господаря Парижа, який доводився їй кузеном. Більшу частину краденого повернули.
Король Фрідріх I сподівався, що донька залишить Жерома, як це зробила Марія Луїза з Наполеоном, однак Катерина вирушила за ним. Відома її обурена відповідь на пропозицію розлучитися з Жеромом: «Вийшовши заміж за короля, не знаючи його, я покохала його, сьогодні я ношу його сина у своїй утробі, він ощасливив мене в ці сім років своєю люблячою та милою поведінкою, але навіть якби він був найгіршим із чоловіків для мене і зробив би мене нещасною, я не кинула би його в біді і не заслуговувала би ані твоєї, ані його поваги, якби повелася так».

### Життя у вигнанні
Пара отримала дозвіл австрійського уряду оселитися у Штирії. 16 червня 1814 року вони прибули до Еггенбергу, де за кілька днів зустріли сестру Жерома, Елізу, яка рушила до Італії. Чоловік Катерини супроводив родичку до Удіне, де отримав від Меттерніха заборону рушити далі, і був змушений  повернутися до Трієсту. 20 серпня до нього, після виснажливої подорожі, приєдналася Катерина.
У Трієсті пара зупинилася на віллі Касіс у підніжжя пагорба Сан-Віто. Там за чотири дні, у серпні 1814 року народився їхній первісток. Всього у пари було троє дітей.
Із початком Ста днів Катерина допомогла чоловікові виїхати до Франції. Сама вона була заарештована за наказом імператора Австрії Франца II та неохоче повернулася до родини у Вюртемберг. Там вона у березні 1815 року оселилася у замку Гоппінген. Батько перевіряв її кореспонденцію, пересуватися принцеса могла лише під охороною.
Після другого зречення Наполеона Бонапартам було заборонено проживати у Франції. Жером таємно залишив Париж 27 червня, і, після довгого скитання Швейцарією та Францією, у серпні 1815 приєднався до Катерини. Оскільки Гоппінгенський замок неможливо було належним чином вартувати, Фрідріх I призначив їм місцем проживання замок над Ельвангеном, з умовою не віддалятися від нього та не тримати на службі французів. З вересня 1815 Жером і Катарина мешкали там разом зі своїм однорічним сином у колишніх кімнатах князя-єпископа на другому поверсі головного корпусу. Для облаштування зі Штутгартської резиденції їм привезли безліч предметів меблів.
Також у 1815—1816 роках замок зазнав невеликої перебудови, вікна та галереї були засклені.

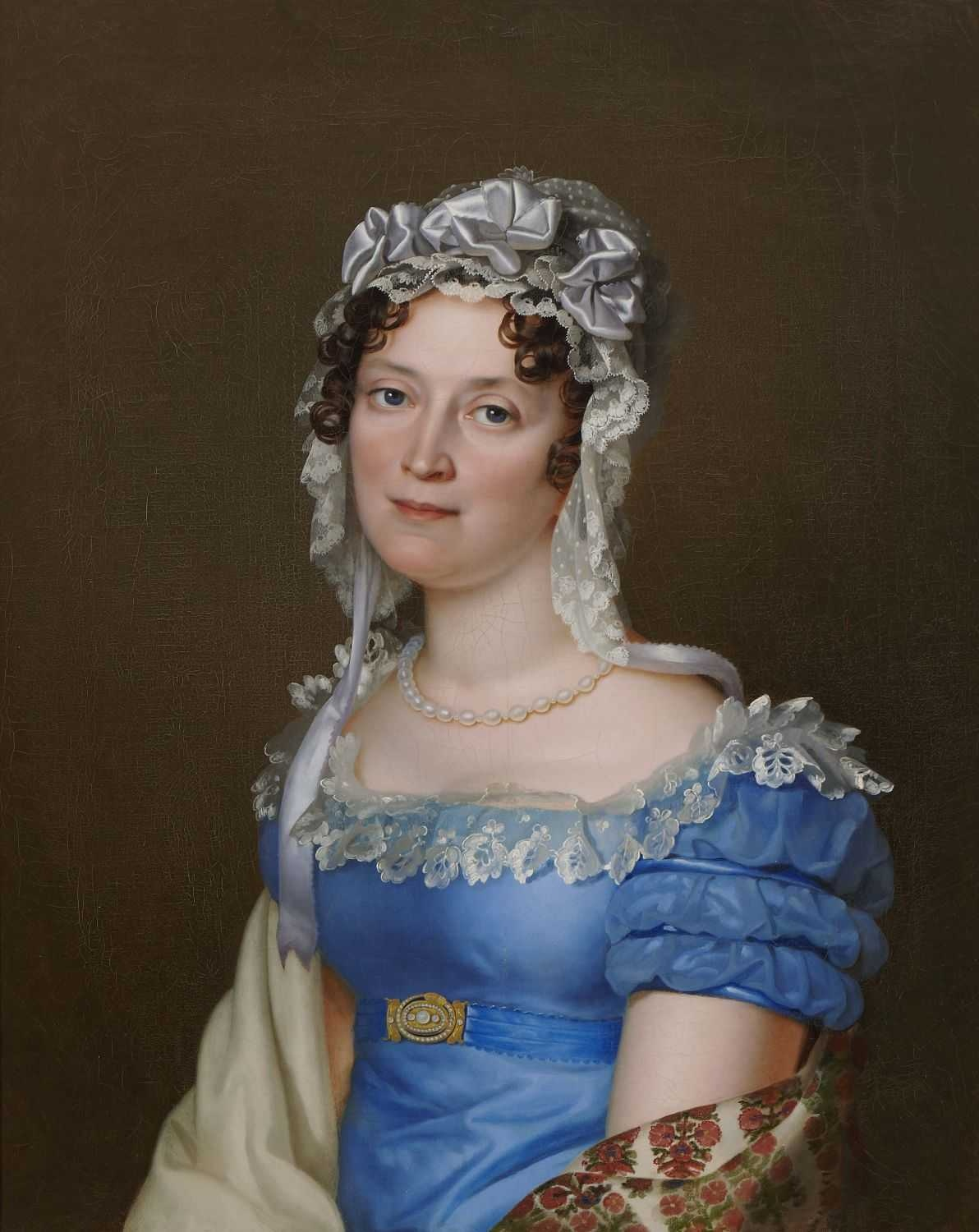
Портрет пензля Ф. С. Штірнбранда

У липні 1816 року король Фрідріх дарував Жерому титул принца де Монфор. У серпні 1817 року сім'я отримала дозвіл від короля навідати Кароліну Бонапарт, що мешкала в Австрії у замку Фросдорф, У тому ж році вони придбали замок в Шонау у Нижній Австрії, яким володіли до 1829 року, та замок Вальд, що належав їм досить недовго. У 1822—1826 роках володіли маєтком Святий Крістоф біля притоку річки Шварца у Глоггвіці.
У 1819 році сімейство повернулося до вілли Касіс у Трієсті, а наступного року — придбало її. Неокласична резиденція, яка належала родині до 1827 року, отримала назву Вілла Принца Бонапарта. Катерина схвально описувала домівку, відначаючи її перголи, великий сад та вид на затоку. В маєтку була створені каплиця, театр, поле для гольфу. Фасад будівлі змінили відповідно смаків Бонапарта, інтер'єри обставили розкішними меблями. Попри скорочення коштів, подружжя продовжувало вести розкішне життя. Мали невеликий двір. Вілла стала місцем зустрічі вищого суспільства не лише Трієста, а й Європи в першій половині ХІХ століття.
Фрейліна Катерини, фрау фон Буттлар, писала у своєму щоденнику про сім'ю Монфор у вигнанні: «Король та його сім'я дуже щасливо живуть разом; зазвичай він називає її Трінет, а вона його Сісі або Фіфі. Їм подобається дражнити один одного».
Канцлер Клемент фон Меттерніх виступав проти того, аби члени родини Бонапартів мешкали у головному порту Австрійської імперії. Те, що матір Жерома, Летиція Рамоліно, мешкала у Римі, де їй від 1818 року належало палаццо Бонапарт на п'яцца Венеція, а також факт допомоги папського уряду, сприяли тому, що сімейство Жерома, а також інші члени родини Наполеона, перебралися до Риму. 1823 року колишній король Вестфалії придбав у свого брата Люсьєна палаццо Нуньєс у Римі. Люсьєн під час свого володіння зібрав у будинку колекцію зі 130 картин, зробив капітальний ремонт, а також збудував невеликий театр. Сам він надалі мешкав у Каніно.
Ще один брат, Луї, мешкав у Флоренції, куди переїхав з Риму у 1821. Королева Гортензія з сином та невісткою перебували на римській віллі Паоліна.

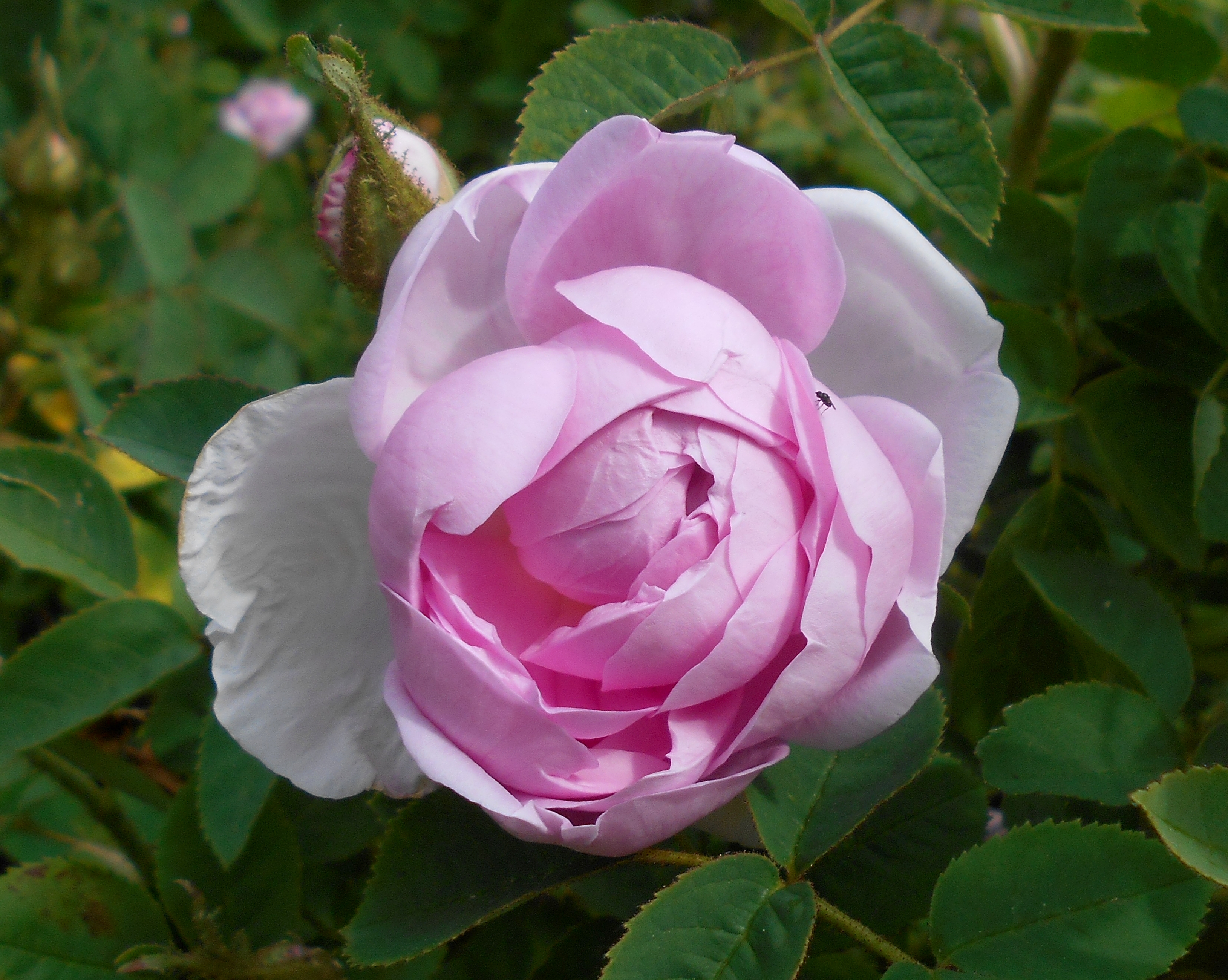
Троянда «Катерина Вюртемберзька»

У 1827 році родина переїхала до палаццо Наннеріні у Фермо в очікуванні готовності нової вілли в Порто-Сан-Джорджо, будівництво якої тривало три роки під наглядом архітектора Іренео Алеандрі. Порто-Сан-Джорджо було обране для резиденції завдяки гостинності місцевої аристократії та волі Катерини, яка закохалася у природу та ландшафти цього району.  У 1829—1831 роках мешкали там на своїй віллі Катерина, збудованій за зразком королівського палацу. Господарка писала в одному з листів: «Містечко чарівне, і всі селища, які я відвідала, лише посилюють це враження; крім того, сусіди роблять Порто Фермо ще приємнішим». Родина була змушена залишити цю домівку за наказом папської влади після революційних подій 1831 року.
В останні роки Катерина багато хворіла. Лікарі радили змінити клімат, і сімейство оселилося в невеликому замку Монрепо неподалік від Лозанни. Втім, стан жінки не покращився, і вона померла в оточенні родини 29 листопада 1835. Її останні слова були звернуті до чоловіка: «Я відчуваю, що наближається смерть, я не боюся її. Більше за все на світі я кохала тебе, Жером». Була похована у замковій кірсі Людвігсбургу. Її серце спочиває в Домі Інвалідів у Парижі.

## Родина

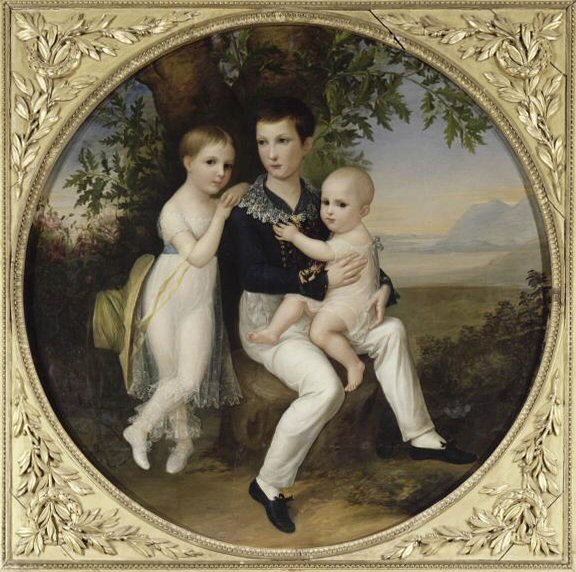
Діти подружжя, портрет М. Ж. Стапло, 1825, музей Феша

Чоловік — Жером Бонапарт, король Вестфалі
Діти:
- Жером (1814—1847) — 2-й принц Монфорт, полковник вюртемберзького війська, одруженим не був, дітей не мав;
- Матильда (1820—1904) — дружина князя Сан-Донато Анатолія Демидова, згодом — художника Клавдія Марселя Попелена, дітей не мала;
- Наполеон Жозеф (1822—1891) — був одружений з Клотільдою Савойською, мав трьох дітей.

## Вшанування
- На честь королеви названа мохова троянда «Катерина Вюртемберзька»,[36] виведена у 1843 році.[37]

## Цікаві факти
- Суперінтендантом бібліотеки Жерома у Касселі служив Якоб Грімм.